# Badminton Vlaanderen
Badminton Vlaanderen is de federatie die de badmintonsport in Vlaanderen beheert. Het is de Vlaamse gedeelte van de Koninklijke Belgische Badminton Federatie (KBBF) en heeft als doel het bevorderen van de sport badminton binnen de Vlaamse Gemeenschap. 

## Geschiedenis

### Oprichting van de Vlaamse Badminton Liga
In 1978 werd de Nederlandstalige Badminton Liga (NBL) gesticht en erkend door het toenmalige Bloso (nu Sport Vlaanderen). In 1984 werd het Administratief Centrum VBL geopend en in 1991 verhuisde het Administratief Centrum naar het Huis van de Sport (het huidige Coverliersgebouw) te Berchem (Antwerpen). Ten slotte werd in 1998 gestart met de TopSportSchool (TSS) Badminton. Deze school is gevestigd op de Topsportcampus Drie Eiken te Wilrijk. Onderwijs wordt aangeboden door het Koninklijk Atheneum Morstel voor de eerste graad van het middelbaar onderwijs. De tweede en derde graad worden aangeboden door het Leonardo Lyceum Topsport. De TopSportSchool maakt deel uit van het TopSportDepartement (TSD) dat zich tot doel stelt elitesporters te vormen.

### Naamswijziging
De Nederlandstalige Badminton Liga werd nadien veranderd naar de Vlaamse Badminton Liga (VBL). In 2012 werd de VBL omgedoopt tot Badminton Vlaanderen. "Deze naamswijziging heeft als hoofdreden dat badminton een sport is voor iedereen en niet enkel geassocieerd mag worden met competitie", aldus voormalig sporttechnisch coördinator Bart Verschueren. Ook het Administratief Centrum VBL krijgt een naamswijziging tot Dienstencentrum Badminton Vlaanderen.

### Vlamingen op de Olympische Spelen

#### Pedro Vanneste
Op de Olympische Spelen van 1992 in Barcelona werd badminton een officiële olympische sport met als eerste Belgische deelnemer Pedro Vanneste.

#### Yuhan Tan
In 2012 wordt Yuhan Tan geselecteerd voor de Olympische Spelen in Londen en wordt hij 33e. Ook vier jaar later trad hij aan op de Olympische Spelen in Rio en wordt hij 29e.

#### Lianne Tan
Ook Lianne Tan werd geselecteerd voor de Olympische zomerspelen in 2012. In Londen wordt Lianne 17e. Op de Olympische Spelen in Rio 2016 wordt Lianne Tan 27e.

## Raad van Bestuur
De Raad van Bestuur van Badminton Vlaanderen wordt verkozen door de Algemene Vergadering. Deze vergadering bestaat uit leden van de provinciale badminton raden en de Vlaamse badminton clubs. Tijdens de Algemene Vergadering worden twaalf (elf bestuursleden plus één voorzitter) verkozen voor een mandaat van vier jaar. Enkel de functie van voorzitter wordt rechtstreeks verkozen door de Algemene Vergadering. De andere mandaten worden verdeeld door de bestuursleden.

## Dienstencentrum Badminton Vlaanderen
Het Dienstencentrum (DC) van Badminton Vlaanderen bevindt zich in het Huis van de Sport te Berchem. De medewerkers staan, onder andere, in voor badminton opleidingen en bijscholingen, het organiseren van evenementen, het organiseren van competities.
Het dienstencentrum verhuisde in 2022 naar Herent, nabij Leuven.

## Toernooien
Badminton Vlaanderen organiseert elk jaar verschillende toernooien. De Vlaamse Kampioenschappen voor de jeugd, elite en senioren worden jaarlijks georganiseerd. Deze organisatie gebeurt vaak in samenwerking met een lokale club.  

### Yonex Belgian International Badminton Championships
Badminton Vlaanderen organiseert ook de Yonex Belgian International Championships (YonexBI). Deze internationale kampioenschappen behoren tot de International Challenge circuit van Badminton Europe. Het toernooi werd voor het eerst georganiseerd in 1958. De Yonex Belgian International gaat sinds 2005 onder zijn huidige vorm door in de SportOase in Leuven. De hoofdsponsor van het toernooi is Yonex (Distri Sport International NV).

## Provinciale Badmintonraden
De Raad van Bestuur wordt deels verkozen door de leden van de verschillende Vlaamse provinciale badmintonraden. Deze provinciale raden vertegenwoordigen de lokale clubs uit hun respectievelijke provincie. De Vlaamse provinciale badmintonraden zijn:
- PBA - Provinciale Badmintonvereniging Antwerpen[4]
- PBL - Badminton Limburg[5]
- WVBF - West-Vlaamse Badminton Federatie[6]
- PBO - Provinciale Badmintonraad Oost-Vlaanderen[7]
- VVBBC - Vereniging voor Vlaams-Brabantse Badmintonclubs[8]